# محمد كامل الطرابلسي
محمد كامل بن مصطفى الطرابلسي (1830 - 1897)  عالم مسلم ومفسر ليبي في القرن الثالث عشر الهجري/ التاسع عشر الميلادي. ولد بالزاوية وتعلم بها وبطرابلس الغرب ثم بالأزهر الشريف بالقاهرة (1847 - 1853) وتعمق في دراسة الفقه المالكي إلى جانب فقه الحنفي والشافعي وبعد سبع سنوات عاد إلى طرابلس وولي الإفتاء بها سنة 1893 واستمر إلى أن توفي. من آثاره حواش على تفسير البيضاوي.  هو أحد أبرز علماء الدين في ليبيا، تولّى الإفتاء كما اهتم بالتعليم حيث درس عليه في مدرسة عثمان باشا عدد كبير من التلاميذ الذين أصبحوا لاحقًا من كبار العلماء، له العديد من المؤلفات أشهرها كتاب (الفتاوى)، توفي في طرابلس سنة 1897 م ودفن بها في مقبرة سيدي منيذر.

## سيرته
هو محمد كامل - أو كامل - بن مصطفى بن محمود الطرابلسي. ولد سنة 1245 هـ/ 1830 م بالزاوية وأخذ مبادئ العلوم على مشايخ طرابلس وضواحيها كوالده، وعبد القادر بن محمود، ومحمد محمد قاجه وغيرهم، ثم قام برحلة إلى الأزهر عام 1847 بإشارة من والده، وظل فيه سبع سنوات ينتقل بين حلقات العلوم ومشايخها، بالغ فيها الاجتهاد، فدرس على مشايخ الفقه المالكي والحنفي واللغة والتفسير والحديث وغيرها من العلوم، وشهدت فترته هذه نشاطا كبيرا من خلال نظم بعض القيود والمنظومات والإفتاء إلى جانب التحصيل. وظل على ذلك حتى تأهل وتقدم وبرع. قام برحلات متكررة إلى الأزهر، ورحل إلى تونس، والحجاز، والآستانة، والتقى في رحلاته بعدد من العلماء فتواصل معهم وأجازه كثير منهم، ومدح بقصائد. حج سنة 1878 وزار تونس 1881. 

من أشهر تلاميذه أحمد بن محمود، وعبد الرحمن البوصيري، وعلي عياد، ومحمد سعيد المسعودي، ومحمود الزواوي المصراتي، ومحمد الضاوي الصادي، ومحمد العالم الكراثي.

ثم استقر في طرابلس وتصدر للتدريس والإفتاء والتأليف، وتولى منصب الإفتاء فيها إلى أن توفي 1315 هـ/ 1897 م.

## دراسته
حفظ القرآن في صباه بمدينة الزاوية، وعندما بلغ السادسة عشر عامًا توجّه إلى طرابلس لتحصيل العلوم الإسلامية عن علمائها في مدرسة عثمان باشا ومدرسة أحمد باشا وجامع الناقة وجامع المغاربة، وبعد أن بلغ عمره التاسعة عشر التحق بالأزهر في مصر حيث بقي هناك سبع سنوات طالبًا للعلوم الإسلامية فأخذ عن كبار علماء الأزهر ومنهم: الشيخ أحمد عبد الرحيم الطهطاوي، المتوفى عام (1885)، ويعتبر الشيخ الطهطاوي أكثر الشخصيات تأثيرا في محمد كامل بن مصطفى حيث وصفه بأنه ((أحبهم إليّ، وأخصهم عندي))، كما أخذ الشيخ محمد كامل عن الشيخ محمد عليش المتوفى عام (1882) وهو أحد كبار فقهاء المالكية، وأخذ أيضًا عن الشيخ محمد الأشموني وهو من ذرية أبي مدين التلمساني، وقد أجاز الأشمونيُ ابنَ مصطفى بإجازة ذكر فيها أسانيده، ثم أجازه إجازة أخرى مفضلة أرسلها إليه بعد أن عاد إلى طرابلس، كما أخذ ابن مصطفى في الأزهر أيضًا عن الشيخ حسن العدوي والشيخ المغربي محمد المهدي بن سوده عندما كان بمصر، والشيخ إبراهيم السقا، وقد منحه مشائخه الأزهريون حق الإجازة والمناولة، كما أجازه علماء مغاربة منهم الشيخ عبد الله السني والشيخ محمد الطاهر الغدامسي والشيخ أبي القاسم العيساوي، ومنهم أيضا الشيخ التونسي أحمد بن الخوجة وشقيقه محمود الخوجة، أيضًا الشيخ إبراهيم التوزري والشيخ المختار شويخه.

## تلاميذه
تتلمذ على محمد كامل بن مصطفى عدد كبير من العلماء الذين كان لهم دور مهم في استمرار تواتر العلوم الإسلامية بليبيا، ومن هؤلاء العلماء الذين تتلمذوا عليه: إبراهيم مصطفى باكير، أحمد البكباك، أحمد الشارف، أحمد شقرون، أحمد بن عبد السلام الذي تولّى الإفتاء بعد وفاة شيخه محمد كامل بن مصطفى، كما تتلمذ عليه أيضًا أحمد الفقيه حسن (الجد)، وأحمد بن محمود، وسالم بن المبروك الورشفاني، عبد الرحمن البوصيري، وعبد الله أبو قرين، وعلي عياد، وقدور أفندي، ومحمد البوصيري، ومحمد المزرلي، ومحمد سعيد المسعودي، ومحمد الضاوي، والطاهر الزاوي الذي شغل منصب الإفتاء، ومحمد العالم الكراتي، ومحمد فرحات الزاوي، ومحمد الفقيه حسن، ومختار الشكشوكي، ومصطفى الخازمي، ومصطفى بن زكري، ومصطفى الهوني.

## مؤلفاته
- الفتاوى الكاملية في الحوادث الطرابلسية، جمع فيه جواب كل سؤال سئل فيه،
- حاشية على تفسير البيضاوي
- المجموع أو الكناش الذي جمع فيه بعض قيوده ورحلاته وفتاويه وأشعاره
- فتح الودود في حل نظم المقصود في الصرف
- كليات في المنطق.

## مقالات ذات صلة
- مدرسة عثمان باشا
- أحمد زروق.
- عبد الواحد الدكالي.
- عبد السلام الأسمر.
- علي أمين سيالة.
- منصور أبو زبيدة
- أحمد الشارف.
- مصطفى التريكي.
- جريدة المرصاد.